# Schoenus subaphyllus
Schoenus subaphyllus är en halvgräsart som beskrevs av Georg Kükenthal. Schoenus subaphyllus ingår i släktet axagssläktet, och familjen halvgräs. Inga underarter finns listade i Catalogue of Life.